# جان ریهولا
جان ریهولا (انگلیسی: Jan Řehula؛ زادهٔ ۱۵ نوامبر ۱۹۷۳) از برندگان مدال‌های بازی‌های المپیک تابستانی اهل جمهوری چک است.